# 19413 Grantlewis
19413 Grantlewis este o planetă minoră (asteroid) din centura de asteroizi. A fost descoperită pe 20 martie 1998 la Experimental Test Site⁠(d) de Lincoln Near-Earth Asteroid Research. 
Obiectul prezintă o orbită caracterizată de o semiaxă mare de 2,386796 UAi, o excentricitate de 0,12, o înclinație de 6,13861 ° în raport cu ecliptica.